# 卡什坎河
卡什坎河是俄羅斯的河流，位於堪察加半島，河道全長約20公里，流域面積72平方公里，河水主要來自融雪和雨水，最終注入堪察加河，是鮭魚的產卵地。